# Sidney Johnson
Sidney B. „Sid” Johnson (Ohio, 1877 – halálozási helye és ideje ismeretlen) olimpiai bajnok amerikai kötélhúzó.
Az 1904. évi nyári olimpiai játékokon indult kötélhúzásban a Milwaukee Athletic Club színeiben, de az amerikai válogatotthoz tartoztak. Rajtuk kívül még 3 amerikai klub és két ország indult (görögök és dél-afrikaiak). A verseny egyenes kiesésben zajlott.